# Cédric (prénom)
Pour les articles homonymes, voir Cédric.
Cette page présente le prénom Cédric ainsi que ses variantes.
Cédric est un prénom masculin.

## Étymologie
L'étymologie du prénom Cédric n'est pas connue avec exactitude et deux hypothèses principales se dégagent :
- Adaptation en français de l'anglais Cedric. Il s'agit d'une probable fantaisie d'auteur de Walter Scott dans le roman Ivanhoé de 1819 pour mentionner Cerdic de Wessex[1] . C'est peut-être un anthroponyme issu du brittonique *Caratīcos ou *Corotīcos (Cororticus), variante de Caratacos[2] par l'intermédiaire d'une forme Ceretic, connue à cause de Ceretic Guletic.
- L'anthroponyme vieil anglais Caddarik (ou Caddaric), l'élément cad- « bataille » ayant été emprunté au brittonique et combiné au germanique -rik « roi ». Le prénom Caddaric existe toujours et a pu se contracter en Cedric. Cette étymologie est commune à celle du prénom Cedde, du saint référent.[réf. nécessaire]

## Saint
Saint Cedde est moine à Lindisfarne, il évangélise l'Angleterre au VIIe siècle.
Il est sacré évêque des Anglo-saxons de l'Est puis abbé du monastère de Lestingay — actuel Lastingham — où il meurt de la peste en 664. Il est fêté le 26 octobre, date anniversaire de son décès,.

## Personnalités célèbres
Le prénom Cedric est inconnu en France et en Belgique jusqu'au milieu du XXe siècle.
On ignore quel est le déclencheur de popularité tant chez les francophones que chez les Anglais pour un prénom originairement paru dans les années 1820 dans un roman.
Il fut introduit sous sa forme francisée avec un accent "é". Cédric atteindra son pic de popularité à la fin des années 1970. Il fait partie des 100 prénoms les plus donnés aux garçons en Belgique et en Suisse entre les années 1990 et 2000. Aux Etats-Unis, il a connu une relative popularité notamment chez les Afro-Américains. Il est de moins en moins attribué en France depuis l'an 2000, malgré une relative constance.
Il est notamment porté par :
- Cédric Carrasso (1981- ) est un footballeur professionnel français, gardien de but des Girondins de Bordeaux
- Cedric Ceballos est un ancien joueur de basketball professionnel en NBA, il joua notamment pour les Suns de Phoenix et les Lakers de Los Angeles
- Cédric Heymans (1978- ) est un joueur français de rugby à XV
- Cédric Kahn (1966- ) est un scénariste et réalisateur français
- Cédric Klapisch (1961- ) est un réalisateur, acteur, producteur et scénariste français
- Cédric Pioline (1969- ) est un ancien joueur de tennis professionnel
- Cédric Vasseur (1970- ) est un cycliste professionnel, ancien maillot jaune du Tour de France
- Cedric the Entertainer est un acteur des États-Unis
- Cédric Villani (1973- ) est un mathématicien français récipiendaire de la médaille Fields
- Cédric Dufaure est un bodyboarder français champion de France et d'Europe dans les années 90/2000
- Cedric Berman est un auteur de poésie et de fiction suisse
- Cédric Robert (1973- ) est un pilote de rallye français, notamment en Championnat du monde des rallyes, entre 1999 et 2004.

## Fiction
Cédric apparaît dans des univers de fiction tel que :
- Cédric le Saxon est le père d'Ivanhoé, dans le roman de Walter Scott publié en 1819.C'est un noble et son fils est un chevalier.
- Le jeune Cedric est le héros d'un des plus célèbres romans de Frances Hodgson Burnett: Le Petit Lord Fauntleroy, paru en Grande-Bretagne en 1886
- Cédric, héros de 8 ans amoureux de Chen, issu d'une bande dessinée humoristique originaire de Belgique de Raoul Cauvin et Laudec
- Cedric Diggory, élève de l'école Poudlard, dans l'univers d'Harry Potter de J. K. Rowling.  Il apparaît dans les romans Harry Potter et le Prisonnier d'Azkaban et Harry Potter et la Coupe de feu.